# Cyathea decipiens
Cyathea decipiens là một loài dương xỉ trong họ Cyatheaceae. Loài này được Clarke & Baker mô tả khoa học đầu tiên năm 1888.
Danh pháp khoa học của loài này chưa được làm sáng tỏ. 